# Kage Baker

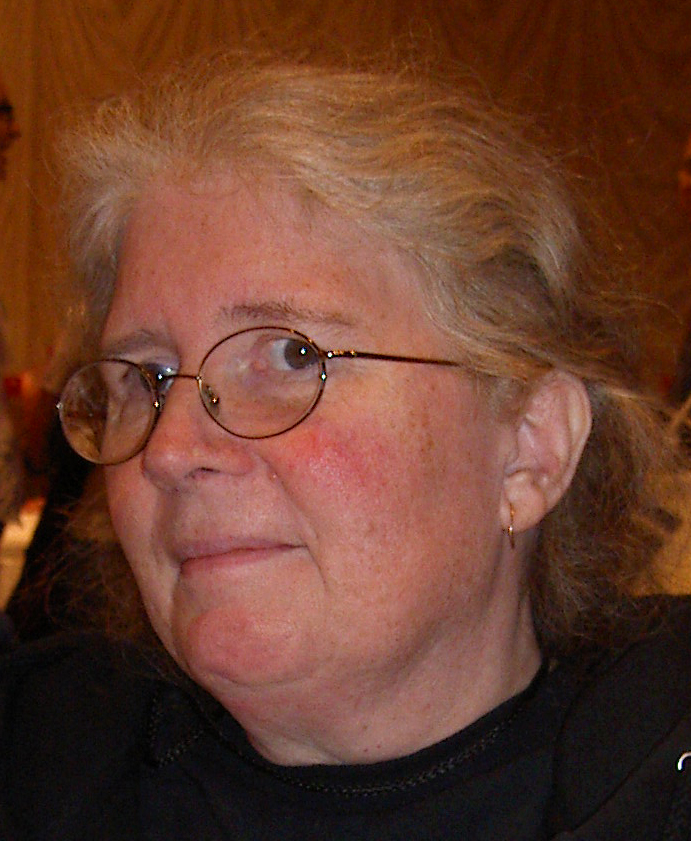
Kage Baker, Oktober 2009

Kage Genevieve Baker (* 10. Juni 1952 in Hollywood, Kalifornien; † 31. Januar 2010 in Pismo Beach, Kalifornien) war eine US-amerikanische Science-Fiction- und Fantasy-Autorin.

## Leben
Sie wurde in Hollywood, Kalifornien geboren und lebte die meiste Zeit in Pismo Beach. Vor ihrer Zeit als Buchautorin arbeitete sie am Theater und lehrte alte englische Sprachformen.
Bekannt wurde sie vor allem durch ihren Zyklus „The Company“, der vornehmlich aus historischen Zeitreise-Romanen besteht. Ihre ersten Kurzgeschichten wurden 1997 in Asimov’s Science Fiction veröffentlicht sowie auch ihr erster Roman „In The Garden of Iden“. Sie wurde immer wieder für verschiedene Preise nominiert und erhielt für ihren Kurzroman The Empress of Mars den Theodore Sturgeon Memorial Award. Nach ihrem Tod wurde sie nachträglich für ihren Kurzroman The Women of Nell Gwynne’s (deutsch: Die Frauen von Nell Gwynnes) sowohl mit dem Nebula Award als auch den Locus Award ausgezeichnet.
Ihr im Englischen ungewöhnlicher Vorname ist eine Kombination aus den Namen ihrer zwei Großmütter, Kate und Genevieve.

## Bibliografie

### Serien und Zyklen
Die Serien sind nach dem Erscheinungsjahr des ersten Teils geordnet.
Company / Zeitstürme
- 1 In the Garden of Iden (1997)
  - Deutsch: Im Land der Unsterblichkeit. Übersetzt von Elvira Bittner. Heyne-Bücher #13249, München 2001, ISBN 3-453-17793-2. Auch als: Die Feuer der Inquisition. Übersetzt von Elvira Bittner. Heyne SF & F #52350, München 2007, ISBN 978-3-453-52350-0.
- 2 Sky Coyote (1999)
  - Deutsch: Die Ufer der neuen Welt. Übersetzt von Elvira Bittner. Heyne SF & F #52351, München 2008, ISBN 978-3-453-52351-7.
- 3 Mendoza in Hollywood (2000; auch: At the Edge of the West)
  - Deutsch: Die Schatten des Krieges. Übersetzt von Elvira Bittner. Heyne SF & F #52425, München 2008, ISBN 978-3-453-52425-5.
- 4 The Graveyard Game (2001)
- 5 The Life of the World to Come (2004)
- 6 The Children of the Company (2005)
- 7 The Machine’s Child (2006)
- 8 The Sons of Heaven (2007)
- Sky Coyote (2000)

The Company Omnibus Series (Sammelausgaben):
- 1 On Company Time (Sammelausgabe von 1 und 2; 2001)
- 2 In Bad Company (Sammelausgabe von 3 und 4; 2001)
- 3 Company Men (Sammelausgabe von 5 und 6; 2005)
- 4 The Company They Keep (Sammelausgabe von 7 und 8; 2007)

Kurzgeschichten:
- Facts Relating to the Arrest of Dr. Kalugin (in: Asimov’s Science Fiction, October-November 1997)
- Noble Mold (in: Asimov’s Science Fiction, March 1997)
- Lemuria Will Rise! (in: Asimov’s Science Fiction, May 1998)
- The Literary Agent (in: Asimov’s Science Fiction, July 1998)
- The Wreck of the „Gladstone“ (in: Asimov’s Science Fiction, October-November 1998)
- The Fourth Branch (in: Amazing Stories, Summer 1999)
- The Queen in the Hill (in: Realms of Fantasy, December 1999)
- Son Observe the Time (in: Asimov’s Science Fiction, May 1999)
- Black Smoker (in: Asimov’s Science Fiction, January 2000)
- The Young Master (in: Asimov’s Science Fiction, July 2000)
- The Applesauce Monster (in: Asimov’s Science Fiction, December 2001)
- Standing in His Light (in: Sci Fiction, July 25, 2001)
- Studio Dick Drowns Near Malibu (in: Asimov’s Science Fiction, January 2001)
- Hanuman (in: Asimov’s Science Fiction, April 2002)
- The Hotel at Harlan’s Landing (2002, in: Kage Baker: Black Projects, White Knights: The Company Dossiers)
- Introduction: The Hounds of Zeus (2002, in: Kage Baker: Black Projects, White Knights: The Company Dossiers)
- Old Flat Top (2002, in: Kage Baker: Black Projects, White Knights: The Company Dossiers)
- The Queen in Yellow (2002, in: Kage Baker: Black Projects, White Knights: The Company Dossiers)
- The Angel in the Darkness (2003)
- A Night on the Barbary Coast (2003, in: Gary Turner und Marty Halpern (Hrsg.): The Silver Gryphon)
- Welcome to Olympus, Mr. Hearst (in: Asimov’s Science Fiction, October-November 2003)
- The Catch (in: Asimov’s Science Fiction, October-November 2004)
- Mother Aegypt (2004, in: Kage Baker: Mother Aegypt and Other Stories)
- Hellfire at Twilight (2007, in: Kage Baker: Gods and Pawns)
- Rude Mechanicals (2007)
- To the Land Beyond the Sunset (2007, in: Kage Baker: Gods and Pawns)
- The Carpet Beds of Sutro Park (2012, in: Kage Baker: The Best of Kage Baker)
- Hollywood Ikons (2013, in: Kage Baker: In the Company of Thieves; mit Kathleen Bartholomew)
- Pareidolia (in: Asimov’s Science Fiction, March 2015; mit Kathleen Bartholomew)

Mars (Subserie):
- The Empress of Mars (in: Asimov’s Science Fiction, July 2003)
- Where the Golden Apples Grow (2006, in: Gardner Dozois und Jack Dann (Hrsg.): Escape from Earth: New Adventures in Space)
- Maelstrom (2007, in: Gardner Dozois und Jonathan Strahan (Hrsg.): The New Space Opera)
- Plotters and Shooters (2007, in: Lou Anders (Hrsg.): Fast Forward 1: Future Fiction from the Cutting Edge)
- The Empress of Mars (2008, Roman)
- Attlee and the Long Walk (2011, in: Jonathan Strahan (Hrsg.): Life on Mars: Tales from the New Frontier)

Alec Checkerfield (Subserie, Kurzgeschichten):
- Smart Alec (in: Asimov’s Science Fiction, September 1999)
  - Deutsch: Der kluge Alec. In: Friedel Wahren (Hrsg.): Asimovs Science Fiction 55. Folge. Heyne Science Fiction & Fantasy #6355, 2000, ISBN 3-453-17103-9.
- The Dust Enclosed Here (in: Asimov’s Science Fiction, March 2001)
- Monster Story (in: Asimov’s Science Fiction, June 2001)
- The Likely Lad (2002, in: Kage Baker: Black Projects, White Knights: The Company Dossiers)
- Bad Machine (in: Asimov’s Science Fiction, June 2005)

Gentlemen’s Speculative Society (Subserie):
- The Unfortunate Gytt (2005, in: Chris Roberson (Hrsg.): Adventure)
- Speed, Speed the Cable (2008, in: Nick Gevers (Hrsg.): Extraordinary Engines: The Definitive Steampunk Anthology)
- Not Less Than Gods (2010)

Nell Gwynne’s (Subserie):
- 1 The Women of Nell Gwynne’s (2009)
  - Deutsch: Die Frauen von Nell Gwynnes, Übersetzt von Astrid Mosler, Feder & Schwert, 2010, ISBN 978-3-86762-074-1.
- 2 The Bohemian Astrobleme (in: Subterranean Online, Winter 2010)
- 3 Nell Gwynne’s On Land and at Sea, or Who We Did On Our Summer Holiday (2012; mit Kathleen Bartholomew)
- Nell Gwynne’s Scarlet Spy (2010)

The Company Collections (Sammlungen):
- 1 Black Projects, White Knights: The Company Dossiers (2002)
- 2 Gods and Pawns (2007)
- 3 In the Company of Thieves (2013)

Anvil of the World
- 1 The Anvil of the World (2003)
  - Deutsch: Der Amboss der Welten. Übersetzt von Bettina Ain. Feder & Schwert (Allgemeine Reihe #11921), [Mannheim] 2012, ISBN 978-3-86762-082-6.
- 2 The House of the Stag (2008)
  - Deutsch: Das Haus des Hirschs. Übersetzt von Daniel Schumacher. Feder & Schwert (Allgemeine Reihe #11922), [Mannheim] 2012, ISBN 978-3-86762-119-9.
- 3 The Bird of the River (2010)
- The Caravan from Troon (in: Asimov’s Science Fiction, August 2001)
- The Briscian Saint (in: Realms of Fantasy, August 2003)
- Desolation Rose (2004, in: Kage Baker: Mother Aegypt and Other Stories)
- Leaving His Cares Behind Him (in: Asimov’s Science Fiction, April-May 2004; auch: Leaving His Cares Behind)
- The Ruby Incomparable (2007, in: Jack Dann und Gardner Dozois (Hrsg.): Wizards: Magical Tales from the Masters of Modern Fantasy)
- Are You Afflicted with Dragons? (2009, in: Jack Dann und Gardner Dozois (Hrsg.): The Dragon Book)

John James
- 1 The Maid on the Shore (2006, in: Kage Baker: Dark Mondays)
- 2 Or Else My Lady Keeps the Key (2008)
- I Begyn as I Mean To Go On (2008, in: Ann VanderMeer und Jeff VanderMeer (Hrsg.): Fast Ships, Black Sails)

### Einzelromane
- The Hotel Under the Sand (2009)
- The Books (2010, Kurzroman in: Mike Ashley (Hrsg.): The Mammoth Book of Apocalyptic SF)
- The Women of Nell Gwynne’s
  - Deutsch: Die Frauen von Nell Gwynne’s : Ein Steampunk Roman. Übersetzt von Astrid Mosler. Feder & Schwert (Allgemeine Reihe #11920), [Mannheim] 2010, ISBN 978-3-86762-074-1.

### Sammlungen
- Mother Aegypt and Other Stories (2004)
- Dark Mondays (2006)
- The Best of Kage Baker (2012)

### Kurzgeschichten
- Two Old Men (in: Asimov’s Science Fiction, March 2000)
- Merry Christmas from Navarro Lodge, 1928 (in: Asimov’s Science Fiction, December 2000)
- What the Tyger Told Her (in: Realms of Fantasy, June 2001)
- Her Father’s Eyes (in: Asimov’s Science Fiction, December 2002)
- Nightmare Mountain (2003, in: Janis Ian und Mike Resnick (Hrsg.): Stars: Original Stories Based on the Songs of Janis Ian)
- Maccreech’s Dementia (2003, in: Jeff VanderMeer und Mark Roberts (Hrsg.): The Thackery T. Lambshead Pocket Guide to Eccentric & Discredited Diseases)
- The Faithful (2003, in: Mike Resnick (Hrsg.): New Voices in Science Fiction)
- How They Tried to Talk Indian Tony Down (2004, in: Kage Baker: Mother Aegypt and Other Stories)
- Miss Yahoo Has Her Say (2004, in: Kage Baker: Mother Aegypt and Other Stories)
- Pueblo, Colorado Has the Answers (2004, in: Kage Baker: Mother Aegypt and Other Stories)
- The Summer People (2004, in: Kage Baker: Mother Aegypt and Other Stories)
- Silent Leonardo (2004, in: Julie E. Czerneda und Isaac Szpindel (Hrsg.): ReVisions)
- The Two Old Women (in: Asimov’s Science Fiction, February 2005)
- So This Guy Walks Into a Lighthouse— (2006, in: Christopher Conlon (Hrsg.): Poe’s Lighthouse: All New Collaborations with Edgar Allan Poe)
- Calamari Curls (2006, in: Kage Baker: Dark Mondays)
- Katherine’s Story (2006, in: Kage Baker: Dark Mondays)
- Monkey Day (2006, in: Kage Baker: Dark Mondays)
- Oh, False Young Man! (2006, in: Kage Baker: Dark Mondays)
- Portrait, with Flames (2006, in: Kage Baker: Dark Mondays)
- The Ruined Vacation (2006, in: Kage Baker: Dark Mondays)
- Running the Snake (2008, in: Lou Anders (Hrsg.): Sideways in Crime)
- Caverns of Mystery (2008, in: William Schafer (Hrsg.): Subterranean: Tales of Dark Fantasy)
- The Green Bird (2009, in: George R. R. Martin und Gardner Dozois (Hrsg.): Songs of the Dying Earth: Stories in Honour of Jack Vance)
- Rex Nemorensis (2010, in: Nick Gevers (Hrsg.): The Book of Dreams)
- Zorro and the Filibuster (2011, in: Richard Dean Starr (Hrsg.): More Tales of Zorro)
- The Leaping Lover (2012, in: Kage Baker: The Best of Kage Baker)
- In Old Pidruid (2014, in: William Schafer und Gardner Dozois (Hrsg.): The Book of Silverberg: Stories in Honor of Robert Silverberg)

### Sachliteratur
- Ancient Rockets: Treasures and Trainwrecks of the Silent Screen (2011)